# ブライアン・ミュアー
ブライアン・ミュアー（Brian Muir、1952年4月15日 - ）は、イギリスの彫刻家である。ラルフ・マクウォーリーによるデザインを使って『スター・ウォーズ』のダース・ベイダーのヘルメットと鎧を作ったことで知られる。
他に『スター・ウォーズ』ではストームトルーパーの鎧を作り上げた。『スター・ウォーズ』以外では『エイリアン』のスペースジョッキー、『レイダース/失われたアーク《聖櫃》』の契約の箱などで知られる。